# Kabinett Kubilius I

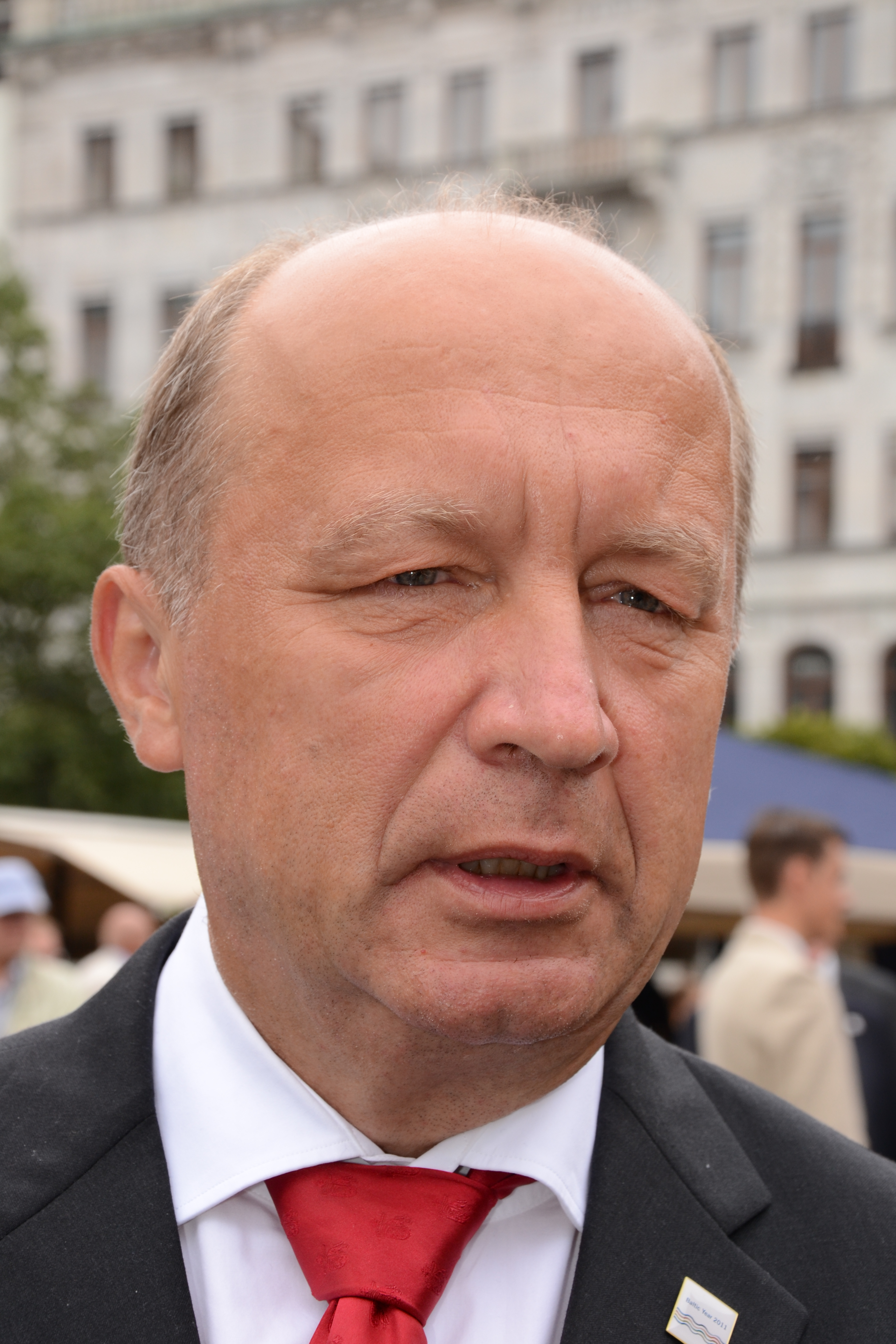
Andrius Kubilius

Das Kabinett Kubilius I war die zehnte litauische Regierung seit 1990. Sie wurde nach der Parlamentswahl in Litauen 1996 gebildet. Die Regierungspartei war Tėvynės sąjunga (TS-LKD). Andrius Kubilius (* 1956) wurde vom Präsidenten 1999 bestätigt. Die Vereidigung fand danach im Seimas statt.

## Zusammensetzung
| Position                 | Person                | Partei | Zeit | Zeit |
| Position                 | Person                | Partei | von  | bis  |
| ------------------------ | --------------------- | ------ | ---- | ---- |
| Premier                  | Andrius Kubilius      | TS     | 1999 | 2000 |
| Bildung und Wissenschaft | Kornelijus Platelis   |        | 1999 | 2000 |
| Finanzen                 | Vytautas Dudėnas      |        | 1999 | 2000 |
| Wirtschaft               | Valentinas Milaknis   |        | 2000 | 2000 |
| Verkehr                  | Rimantas Didžiokas    |        | 2000 | 2000 |
| Kultur                   | Arūnas Bėkšta         |        | 1999 | 2000 |
| Verteidigung             | Česlovas Stankevičius | TS-LKD | 1999 | 2000 |
| Soziales und Arbeit      | Irena Degutienė       | TS     | 1999 | 2000 |
| Landwirtschaft           | Edvardas Makelis      |        | 1999 | 2000 |
| Innen                    | Česlovas Blažys       |        | 1999 | 2000 |
| Äußeres                  | Algirdas Saudargas    | TS     | 1999 | 2000 |
| Justiz                   | Gintaras Balčiūnas    | -      | 1999 | 2000 |
| Umwelt                   | Danius Lygis          |        | 1999 | 2000 |
| Gesundheit               | Raimundas Alekna      |        | 1999 | 2000 |
| Verwaltungsreformen      | Jonas Rudalevičius    |        | 1999 | 2000 |